# Cheix-en-Retz
Cheix-en-Retz is een gemeente in het Franse departement Loire-Atlantique (regio Pays de la Loire). De plaats maakt deel uit van het arrondissement Nantes. Cheix-en-Retz telde op 1 januari 2022 1.172 inwoners.
Langs de zuidelijke rand van de bebouwde kom stroomt de rivier de Acheneau.

## Geografie
De oppervlakte van Cheix-en-Retz bedroeg op 1 januari 2022 8,34 vierkante kilometer; de bevolkingsdichtheid was toen 140,5 inwoners per km².

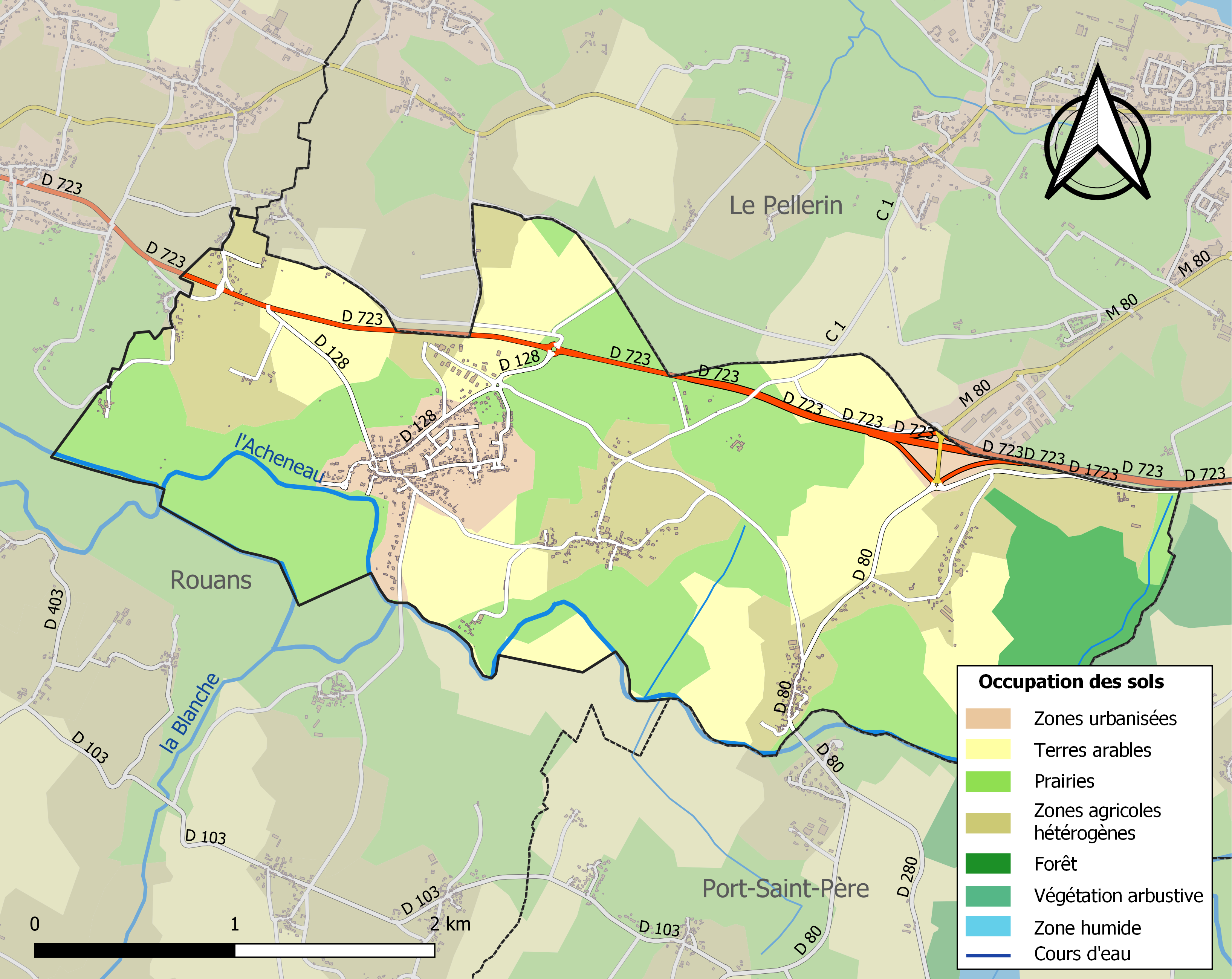
Kaart van de gemeente met de belangrijkste infrastructuur, bodemgebruik en omliggende gemeenten

## Demografie
Onderstaande figuur toont het verloop van het inwonertal (bron: INSEE-tellingen).